# Gevær Liu
Gevær Liu var den kinesiske hærs primære infanterivåben fra 1913. 